# گوگل موگل

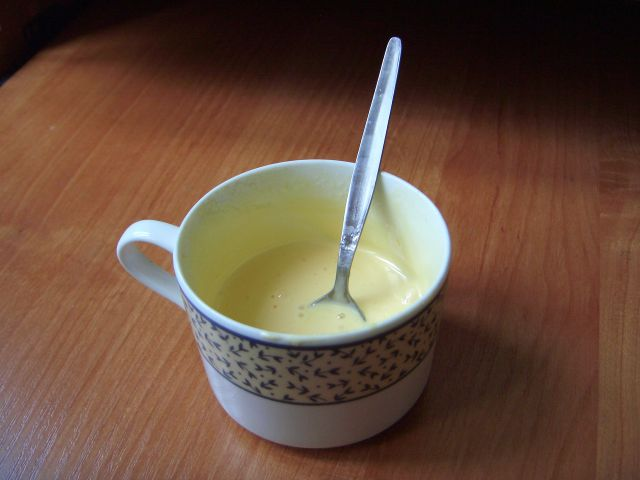

گُگِل مُگِل (Gogel-Mogel)، (به زبان روسی: гоголь-моголь) یک نوع دسر معروف روسی است.
روش تهیه ساده این دسر، زرده تخم مرغ و شکر را هم می‌زنند تا حالت کف به خود بگیرد، بعد سرو می‌کنند.
بعضی وقت‌ها هم عسل یا لیمو و دارچین به این دسر اضافه می‌شود.
گُگِل مُگِل بین یهودیان و مردم اروپای شرقی، به خصوص لهستان محبوب است. همچنین این دسر در دهه های اخیر در شمال غربی ایران نیز محبوب بود.
در روسیه زمان شوروی هم، مادران برای از شیر گرفتن بچه‌ها، به آن‌ها گُگِل مُگِل می‌دادند. گفته می‌شود که خاصیت ضد سرماخوردگی و درد گلو هم دارد.
اما امروزه به خاطر ترس از مسمومیت ناشی از باکتری سالمونلا، محبوبیتش را از دست داده.